# Godley (Texas)
Godley es una ciudad ubicada en el condado de Johnson en el estado estadounidense de Texas. En el Censo de 2010 tenía una población de 1.009 habitantes y una densidad poblacional de 234,26 personas por km².

## Geografía
Godley se encuentra ubicada en las coordenadas 32°27′12″N 97°31′57″O / 32.45333, -97.53250. Según la Oficina del Censo de los Estados Unidos, Godley tiene una superficie total de 4.31 km², de la cual 4.29 km² corresponden a tierra firme y (0.36 %) 0.02 km² es agua.

## Demografía
Según el censo de 2010, había 1.009 personas residiendo en Godley. La densidad de población era de 234,26 hab./km². De los 1.009 habitantes, Godley estaba compuesto por el 95.64 % blancos, el 0.5 % eran afroamericanos, el 0.3 % eran amerindios, el 0.2 % eran asiáticos, el 0 % eran isleños del Pacífico, el 1.39 % eran de otras razas y el 1.98 % pertenecían a dos o más razas. Del total de la población el 8.62 % eran hispanos o latinos de cualquier raza.